# Palancares
Palancares es una localidad española del municipio de Tamajón, perteneciente a la provincia de Guadalajara, en la comunidad autónoma de Castilla-La Mancha. En 2022 contaba con 12 habitantes.

## Toponimia
«Palanca» ha tenido en todo el territorio español, y desde los orígenes del idioma, el significado pasarela de tablas o tablón para cruzar una corriente de agua.
Otro significado de «palancar» es el de «cima rocosa, montón de piedras, ladera escarpada», lo cual podría tener relación con los altos del entorno.
El Diccionario de la Lengua Española recoge dos acepciones para «palanca», que podrían estar relacionados con el origen toponímico de Palancares, dado por un lado que es zona de amplia vegetación espontánea y que en su día, durante la Reconquista, tuvo que ser durante un tiempo zona de frontera y resistencia:
- Un tipo de arbusto, cuya especie no especifica.
- Fortín construido de estacas y tierra.

En Motilla del Palancar (Cuenca) consideran, entre otros, como posible etimología de la segunda parte de su topónimo, que los «palancares» son bosques, generalmente pinares, del latín palanga, y este del griego φάλαγξ, -γγος phálanx, -ngos con el significado de 'rodillo' o 'tronco'.

## Geografía
Está en un entorno montuoso que se inscribe en el marco del bosque atlántico, con predominio de robledales y rebollares. El clima es continental, típico de la meseta castellana, más acusado debido a la altitud a la que se encuentra Palancares. Los veranos son secos y calurosos y los inviernos  rigurosos, con primaveras y otoños cortos y templados. La estacionalidad equinoccial se refleja en el paisaje, en la etapa de la foliación y en la de caducifoliación de las especies vegetales arbóreas.

El curso de agua más cercano es el río Seco, tributario del también cercano río Sorbe, de la cuenca del Henares.

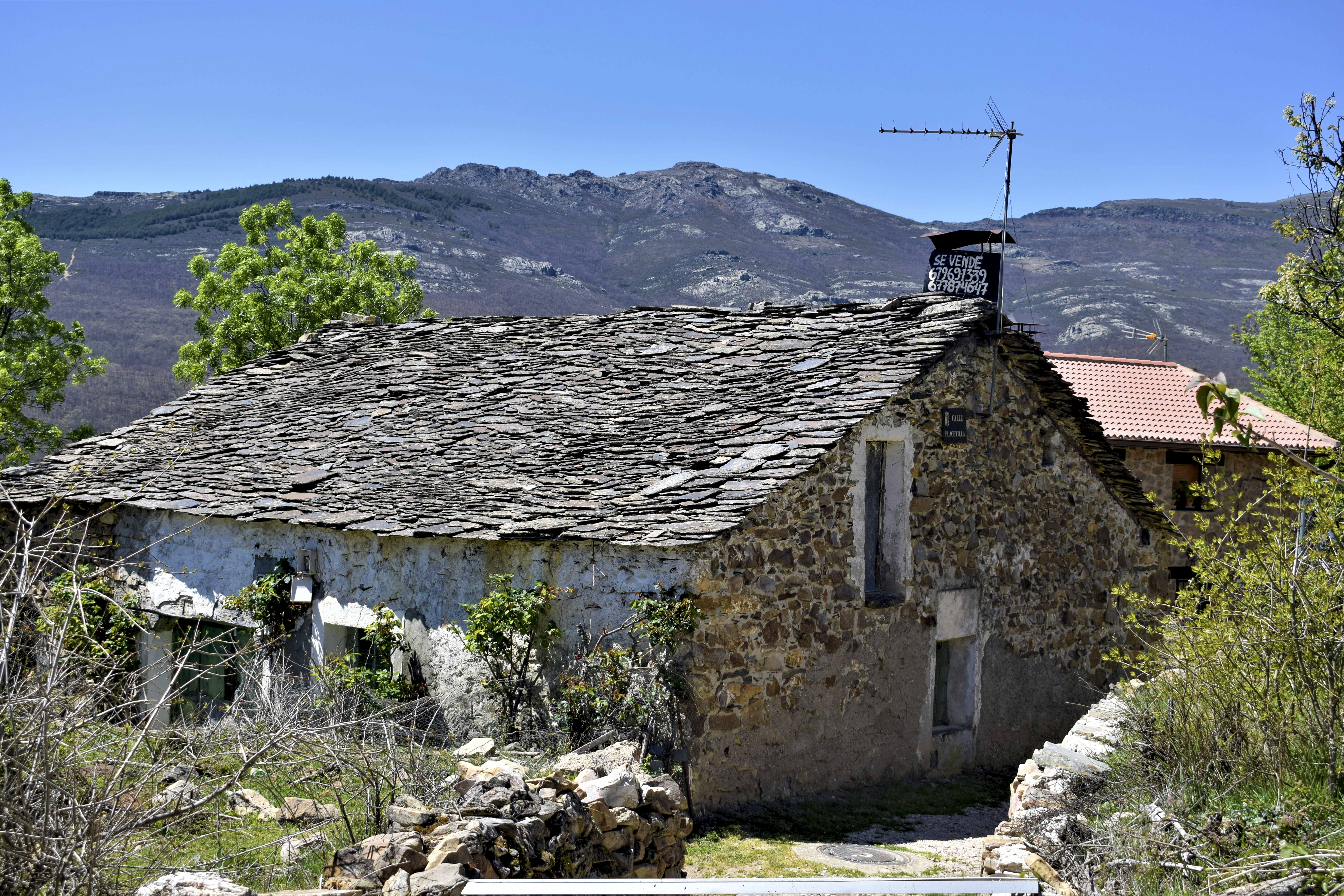
Arquitectura típica

Se encuentra en la zona del conjunto singular de la arquitectura negra de los pueblos del noroeste de la provincia, denominada así por utilizar en la construcción de sus viviendas lajas de pizarra y piedra oscura.
La localidad es una entidad singular, con la categoría de pedanía  o barrio, con su correspondiente delegado municipal de barrio que, para el periodo 2019-2023, es Ceferino Palancar. Se ubica dentro del parque natural de la Sierra Norte de Guadalajara. Está a unos 64 km de Guadalajara, capital de la provincia, y a unos 16 km de Tamajón, capital del municipio.

## Historia
Hacia mediados del siglo XIX el lugar, por entonces con ayuntamiento propio, tenía contabilizada una población de 136 habitantes. Aparece descrito en el decimosegundo volumen del Diccionario geográfico-estadístico-histórico de España y sus posesiones de Ultramar de Pascual Madoz de la siguiente manera:

PALANCARES: l. con ayunt. de la prov. de Guadalajara (10 leg.), part. jud. de Atienza (4), aud. terr. de Madrid (20), c. g. de Castilla la Nueva, dióc. de Sigüenza (7): sit. en terreno áspero con buena ventilacion y clima frio: tiene 38 casas; la consistorial; escuela de instruccion primaria, á cargo de un maestro que percibe una corta dotacion; una igl. parr. servida por un cura y un sacristan. Confina el térm. con los de Galve, Zarzuelilla, La Huerce, y Umbrialejos; dentro de él se encuentran varios manantiales de buenas aguas: el terreno que participa de sierra y llano, es de mediana calidad; le baña el riach. Negro, que al dejar el térm. penetra en el partido de Tamajon : caminos: los que dirigen a los pueblos limítrofes, en mal estado por la escabrosidad del terreno : correo: se recibe y despacha en la cab. del part.: prod.: pocos cereales, algunas legumbres ordinarias, y yerbas de pasto, con las que se mantiene ganado lanar, cabrio y vacuno : ind.: la agrícola y recriacion de ganados, y un molino harinero: comercio: esportacion del sobrante de frutos, algun ganado y lana, é importacion de los articulos de consumo que faltan: pobl.: 33 vec., 136 alm.
(Madoz, 1849, p. 529)

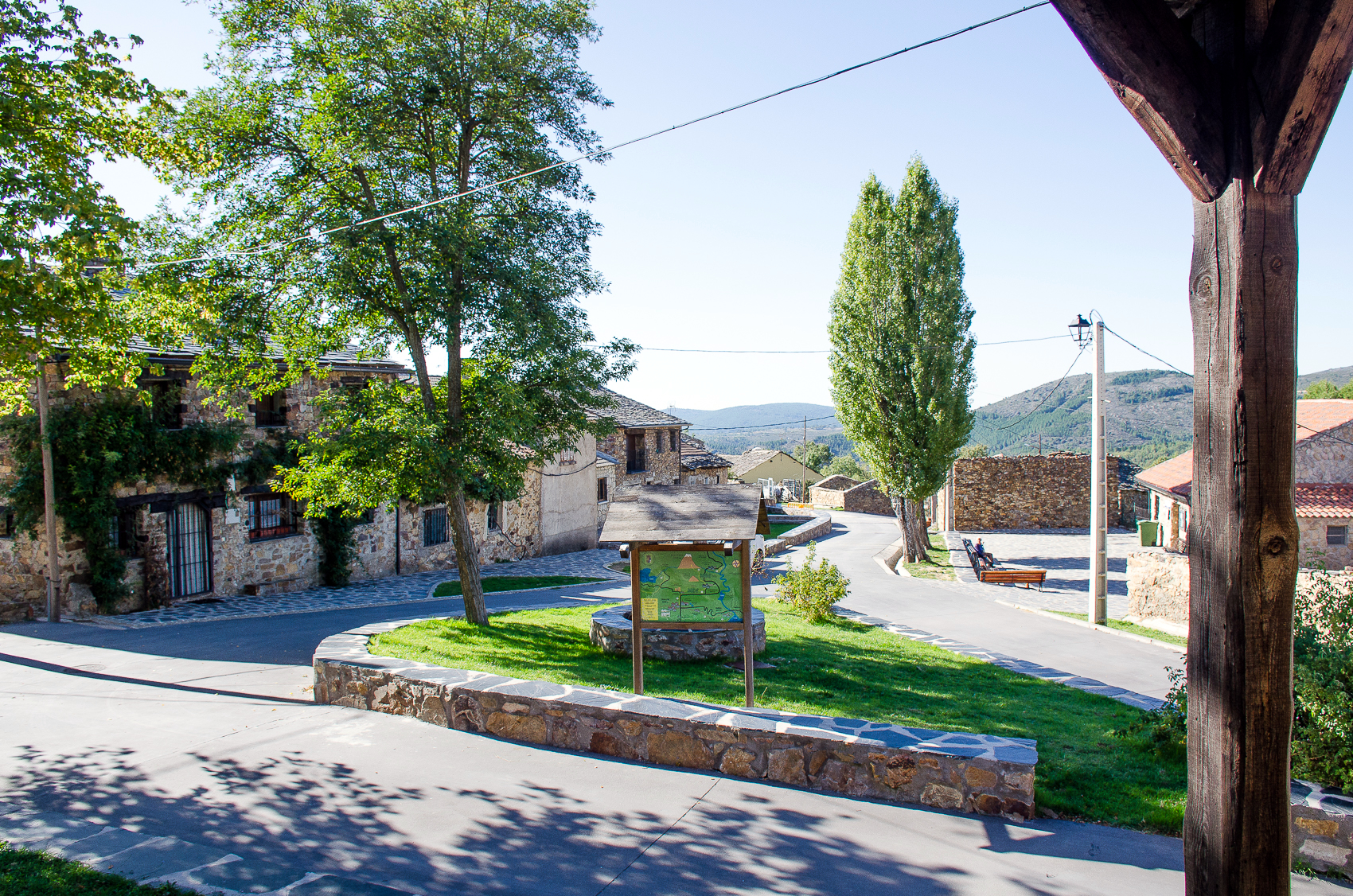
Calle Real.

El municipio desapareció en 1970, al ser incorporado junto con los de Almiruete y Muriel al término municipal de Tamajón. En 2017 la localidad contaba con 8 habitantes.

## Demografía
| Gráfica de evolución demográfica de Palancares entre 1842 y 1960 |
| |
| Población de derecho según los censos de población del INE Población de hecho según los censos de población del INEEntre el censo de 1970 y el anterior, este municipio desaparece porque se integra en el municipio Tamajón |